# MartijnAir
MartijnAir was een programma van Q-music (Nederland). De presentatie lag in handen van Martijn Kolkman. Het programma is ontstaan nadat Kristel van Eijk (die eerder op dat tijdstip zat) de Goeiemorgenshow ging presenteren. Per 2 april 2012 keerde Kristel van Eijk terug in de avond en kwam het programma te vervallen.